# Provinziallandtag der Provinz Pommern
Der Provinziallandtag der Provinz Pommern war der preußische Provinziallandtag für die Provinz Pommern.

## Geschichte

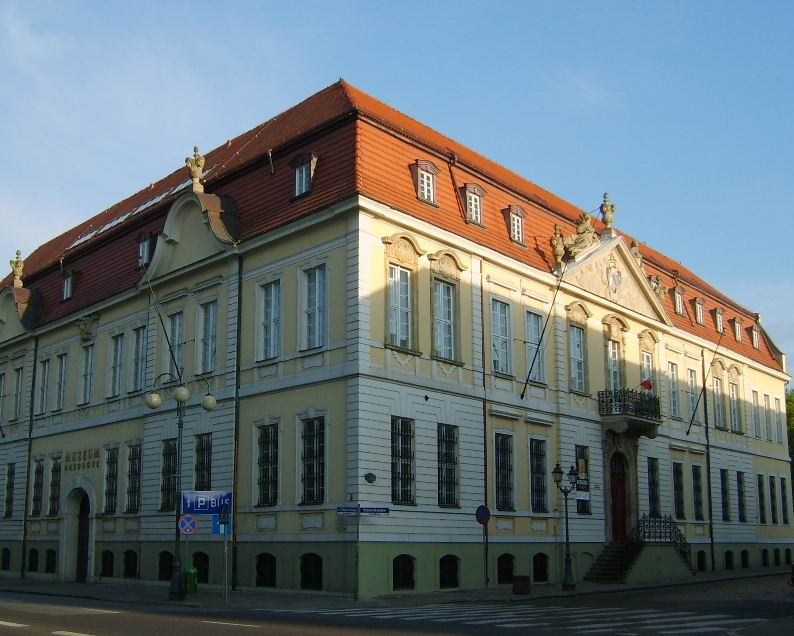
Ständehaus oder Altes Landeshaus in Stettin, Sitz der Provinzialstände, jetzt Teil des Nationalmuseums, 2008

### Die Landstände im alten Reich
Die im HRR in Pommern bestehenden Landstände waren durch die Teilung Pommerns nach dem Westfälischen Frieden geteilt worden. In der preußischen Provinz Pommern bestanden sie fort und traten letztmals im Dezember 1810 in Stargard zusammen. Mit dem „Gendarmerie-Edikt“ vom 30. Juli 1812 wurden die Stände aufgehoben. Im Frieden von Osnabrück waren die Rechte der Landstände des neu gebildeten Schwedisch-Pommerns garantiert worden. 1806 wurden diese durch Schweden aufgehoben, mit dem Greifswalder Landtag von 1806 aber zugleich neu ins Leben gerufen. Auch nach der Abtretung des Gebietes an Preußen auf dem Wiener Kongreß 1815 erklärte Preußen sich an die Pflicht, Landstände zu erhalten, gebunden.

### Der ständische Provinziallandtag ab 1823
Das „Allgemeine Gesetz wegen Anordnung der Provinzialstände“ vom 5. Juni 1823 bildete die Rechtsgrundlage für die Einführung der ständischen Provinziallandtage, darunter dessen für die Provinz Pommern. Das dazu gehörende Ausführungsgesetz, war das „Gesetz wegen Anordnung der Provinzialstände im Herzogtum Pommern und Fürstentum Rügen“ vom 1. Juli 1823. Der dadurch neu gebildete Provinziallandtag vertrat die Provinz Pommern außer den neumärkischen Kreisen Schivelbein und Dramburg. Diese waren im Provinziallandtag der Provinz Brandenburg vertreten.
Der Provinziallandtag hatte 48 Mitglieder in drei Kurien. Die erste Kurie, die Ritterschaft, stellt 24 Abgeordnete, davon eine Virilstimme für den Fürsten von Putbus. Die Städte verfügten über 16 und die Landgemeinden über 8 Sitze. Die Vertreter der Städte wurden nach Neu-Vorpommern, Altvorpommern und Hinterpommern getrennt gewählt. Die Wahl erfolgte auf sechs Jahre, nach jeweils drei Jahren wurde die Hälfte der Abgeordneten neu gewählt.
Die Aufgaben des Provinziallandtags waren nicht sehr umfangreich. Er hatte kein Budgetrecht und konnte seine Beschlüsse nur in Form von Petitionen an die Regierung richten. Für die kommunalpolitischen Fragen bestand bis 1881 daneben der Kommunallandtag von Neuvorpommern und Rügen und der Kommunallandtag von Altvor- und Hinterpommern. Er trat zwischen 1824 und 1875 20 Mal zusammen. Unterbrochen wurde die Tätigkeit kurzfristig aufgrund der Märzrevolution. Mit der Kreis-, Bezirks- und Provinzialordnung für den Preußischen Staat vom 11. März 1850 wurde er aufgehoben, mit dem Gesetz vom 24. Mai 1853 wieder eingeführt.
Der Vorsitzende des Provinziallandtags wurde vom König ernannt. Im Regelfall war dies der Fürst zu Putbus als Erblandmarschall, zunächst Wilhelm Malte I. dann Wilhelm Malte II.

### Der Provinziallandtag ab 1875
Mit der „Provinzialordnung für die Provinzen Preußen, Brandenburg, Pommern, Schlesien und Sachsen“ vom 29. Juni 1875 wurde der Provinzialverband Pommern ins Leben gerufen. Als Volksvertretung dienten nun die neu organisierten Provinzialstände. Die Abgeordneten wurden durch die Kreistage oder Stadtverordnetenversammlungen der kreisfreien Städte gewählt. Diese wiederum wurden nach dem Drei-Klassen-Wahlrecht bestimmt. Jeder Kreis wählte zwei Abgeordnete, hatte er mehr als 40.000 Einwohner, wählte er drei. Die Wahldauer betrug sechs Jahre. Der erste Provinziallandtag, dem 82 Abgeordnete angehörten, trat am 3. Januar 1876 in Stettin zusammen. Zur Vorbereitung seiner Arbeit wurden sieben Ausschüsse gebildet, die den Aufgaben des Provinzialverbandes nachgebildet waren:
1. Vorbereitung der Geschäftsordnung
2. Abgabe von Vorschlägen über die zunächst notwendigen Maßnahmen zwecks Übernahme der Geschäfte und regelmäßiger Konstituierung der Provinzialvertretung
3. Landarmen- und Irrenwesen
4. Fischereigesetz
5. Wege- und Chausseebau
6. Viehseuchen-Gesetz
7. Tarif für die Armenpflegekosten

Danach trat der Provinziallandtag üblicherweise jährlich zu einer dreitägigen Sitzungswoche zusammen. Er wählte seinen Vorsitzenden selbst. Daneben wählte er den Provinzialausschuss und den Landeshauptmann (bis 1895: Landesdirektor).

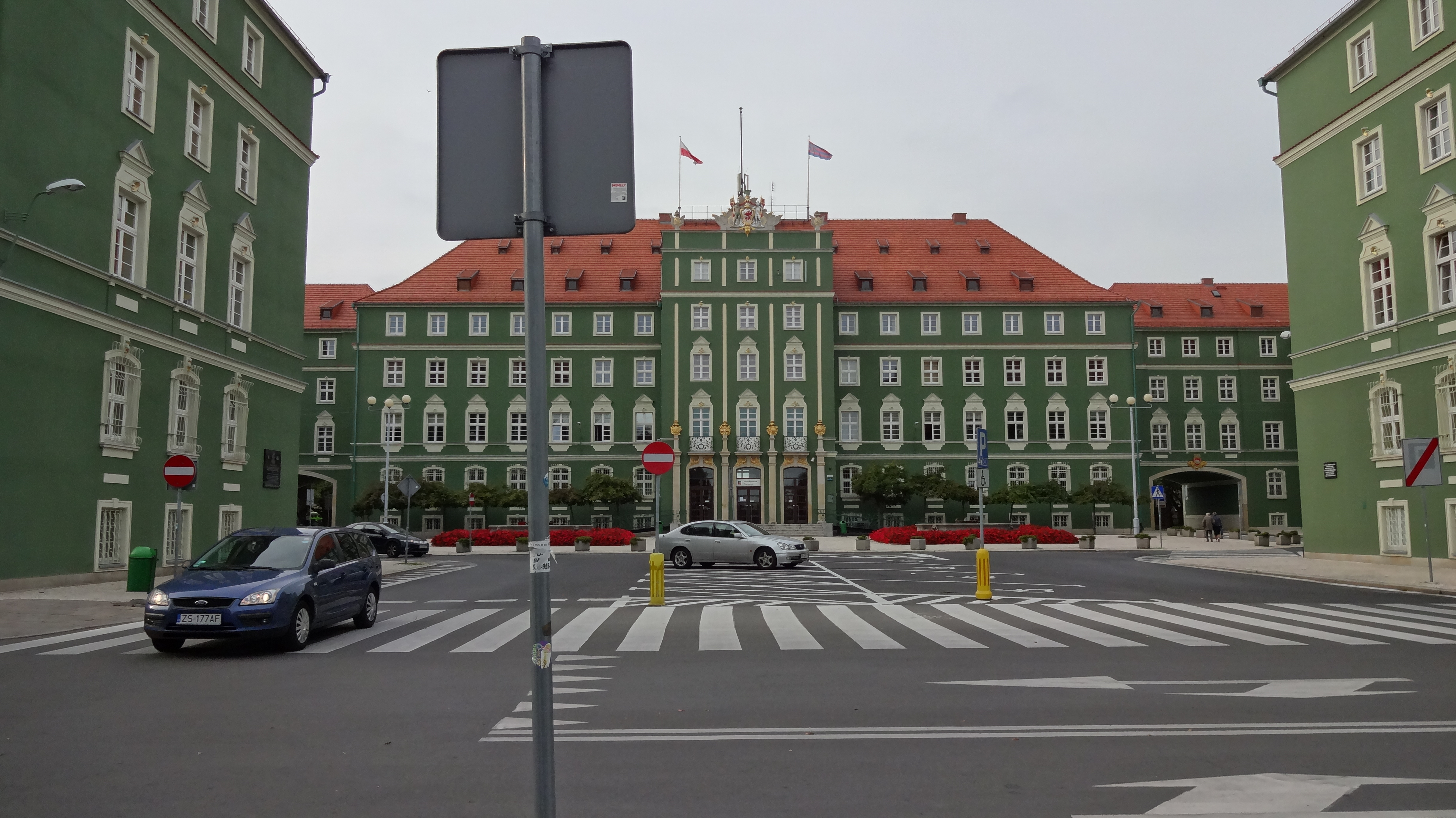
Neues Landeshaus in Stettin, jetzt Rathaus der Stadt, 2014

### In der Weimarer Republik
Nach der Novemberrevolution wurden im Februar 1919 erstmals Kommunalwahlen in freier und gleicher Wahl durchgeführt. Aus diesem Wahlen ging die SPD als stärkste Kraft hervor. Entsprechend den fälligen Nachwahlen in den Provinziallandtag änderte sich dessen Zusammensetzung deutlich.
Das „Gesetz betreffend die Wahlen zu den Kreistagen und Provinziallandtagen“ vom 3. Dezember 1920 führte eine Direktwahl der Abgeordneten des Provinziallandtags ein. Die 71 Sitze verteilten sich gemäß Einwohnerzahl: Der Regierungsbezirk Stettin wählte 35, Köslin 26 und Stralsund 10 Abgeordnete. Die Wahlen wurden nach dem Verhältniswahlrecht als freie und gleiche Wahlen durchgeführt. Die Parteien reichten Kreislisten ein. Bei der Auswertung wurden diese auf Ebene des Regierungsbezirks zusammenaddiert und die Sitze je Partei und Regierungsbezirk nach dem Verhältniswahlrecht verteilt. Die Sitze jeder Partei im Regierungsbezirk erhielten dann die Kandidaten, die auf ihrer Wahlkreisliste die höchste Stimmenzahl erhalten hatten. Dies führte zu einer Benachteiligung der kleinen Kreise und dazu, dass der Vertreter der Kreises nicht zwingen aus den Reihen der dort stärksten Parteien kommen mussten.
Nachdem Georg Steinmetz 1924 bis 1927 am Südende der Quistorp Aue das Neue Landeshaus erbaut und fertig gestellt hatte, zogen Provinziallandtag und Provinzialverband Pommern das alte Ständehaus räumend ein. Mit der Ablehnung des Provinzialhaushaltes 1932 ging das Etatrecht des Provinziallandtages auf den Oberpräsidenten über. 

### Abschaffung in der NS-Zeit
Nach der Machtergreifung der Nationalsozialisten wurde der Provinziallandtag am 12. März 1933 noch einmal neu gewählt; die (nicht freie) Wahl ergab eine absolute Mehrheit der NSDAP. Doch noch im ersten Jahr der NS-Herrschaft wurden durch Gesetz der preußischen Staatsregierung unter Göring vom 15. Dezember 1933 in ganz Preußen die Provinziallandtage und Provinzialausschüsse abgeschafft.

## Wahlergebnisse
Stimmenanteile der Parteien in Prozent
| Wahltag       | DNVP 1 | SPD  | DVP  | KPD 2 | DDP | WP 3 | NSDAP |
| ------------- | ------ | ---- | ---- | ----- | --- | ---- | ----- |
| 021.02.1921 4 | 41,1   | 28,7 | 13,3 | 6,5   | 3,2 | 1,8  |       |
| 029.11.1925 5 | 48,5   | 26,2 | 05,9 | 5,4   | 3,3 | 4,5  |       |
| 17.11.1929    | 40,8   | 30,6 | 04,9 | 5,7   | 3,1 | 5,2  | 04,1  |
| 12.03.1933    | 18,4   | 16,3 |      | 5,2   |     |      | 57,9  |

Sitzverteilung
| Jahr | Gesamt | DNVP | SPD | DVP | USPD | KPD | DDP | WP | AMSP | WPL | NSDAP |
| ---- | ------ | ---- | --- | --- | ---- | --- | --- | -- | ---- | --- | ----- |
| 1921 | 81     | 41   | 21  | 10  | 3    | 2   | 2   | 2  |      |     |       |
| 1925 | 76     | 37   | 20  | 05  |      | 4   | 3   | 3  | 3    | 1   |       |
| 1929 | 75     | 31   | 24  | 04  |      | 5   | 3   | 4  |      |     | 04    |
| 1933 | 75     | 14   | 13  |     |      | 4   |     |    |      |     | 44    |

Fußnoten

## Persönlichkeiten

### Abgeordnete
Für die Abgeordneten siehe die Kategorie:Mitglied des Provinziallandtages von Pommern.

### Vorsitzende des Provinziallandtags

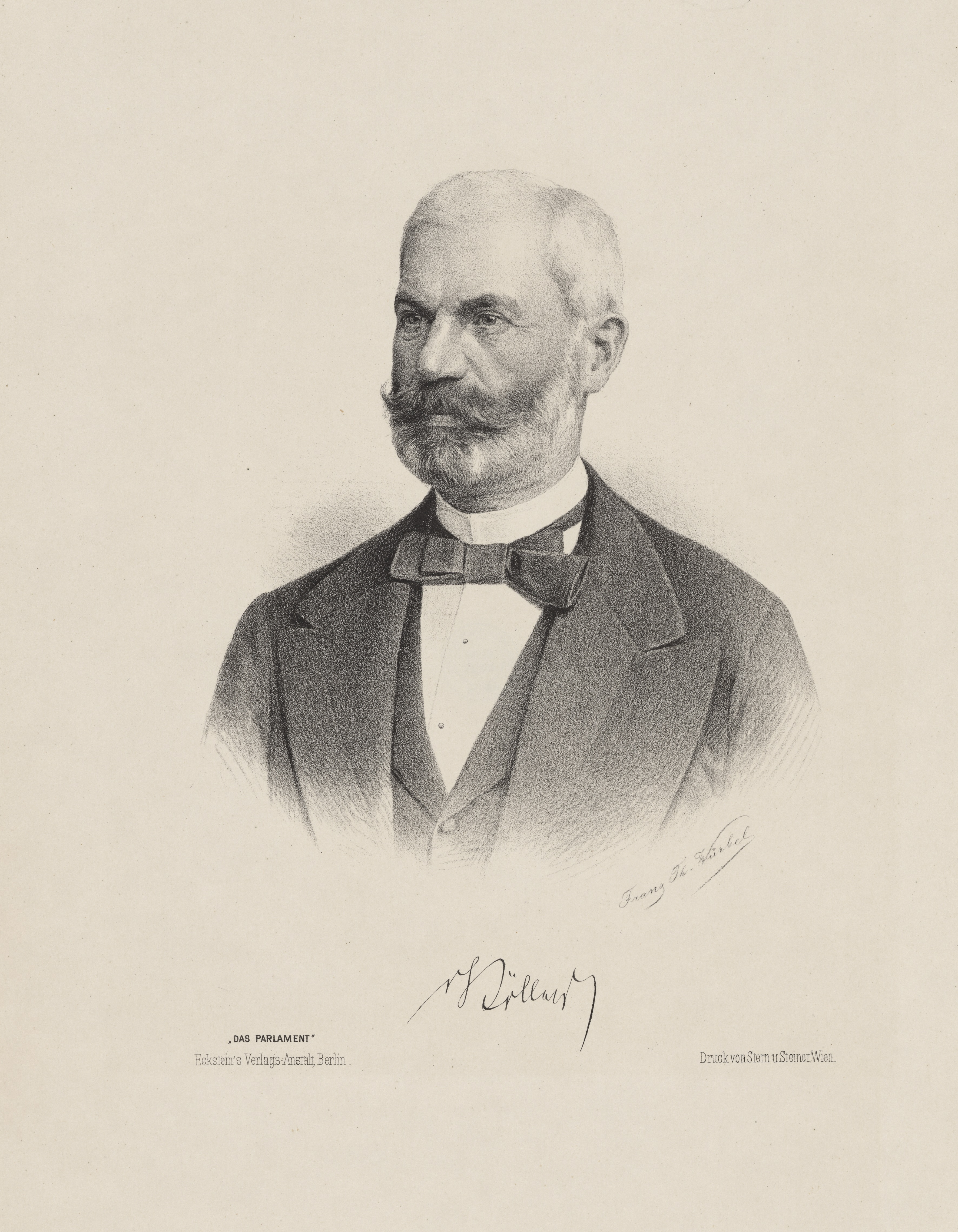
Georg von Köller-Cantreck, Vorsitzender des Provinziallandtags von 1876 bis 1906

Vorsitzende des Provinziallandtags waren:
- 1876:–9999 Matthias von Köller-Carow[7]
- 1876–1906: Georg von Köller-Cantreck
- 1907–1911: Wilhelm von Heyden-Cadow
- 1912–1918: Adolf von Köller-Osseken
- 1918:–9999 Fritz Freiherr von Steinaecker
- 1919–1920: Viktor von Dewitz
- 1920:–9999 Rüdiger Freiherr von der Goltz
- 1921–1926: Conrad Freiherr von Wangenheim
- 1927–1930: Karl von Flemming
- 1931:–9999 von Puttkamer
- 1932:–9999 Karl von Flemming
- 1933:–9999 Rüdiger Graf von der Goltz

### Vertreter im Preußischen Staatsrat
Der Provinziallandtag der Provinz Pommern wählte in der Weimarer Republik vier Vertreter in den Preußischen Staatsrat, wobei neben jedem Mitglied ein Stellvertreter gewählt wurde. Dies waren:
| Nr. | Mitglied                           | Partei     | Amtszeit                        | Stellvertreter                                        | Partei      | Amtszeit                                                                                   |
| --- | ---------------------------------- | ---------- | ------------------------------- | ----------------------------------------------------- | ----------- | ------------------------------------------------------------------------------------------ |
| 1   | Hans Jaspar von Maltzahn           | AG         | Mai 1921 bis Februar 1926       | Paul Firzlaff                                         | AG          | Mai 1921 bis Februar 1926                                                                  |
| 1   | Paul Langemak                      | AG         | Februar 1926 bis April 1933     | Friedrich Pels Leusden Kurt von Griesheim Carl Tewaag | AG AG       | Februar 1926 bis 2. Januar 1928 24. Januar 1928 bis Januar 1930 Januar 1930 bis April 1933 |
| 1   | Ernst Jarmer                       | NSDAP      | April bis 10. Juli 1933         | Franz Claassen                                        | NSDAP       | April bis 10. Juli 1933                                                                    |
| 2   | Carl von Behr                      | AG         | Mai 1921 bis 31. März 1923      | Paul Langemak                                         | AG          | Mai 1921 bis 21. Juni 1923                                                                 |
| 2   | Paul Langemak                      | AG         | 21. Juni 1923 bis Februar 1926  | Friedrich Pels Leusden                                | AG          | 21. Juni 1923 bis Februar 1926                                                             |
| 2   | Johannes Gollnow                   | AG         | Februar 1926 bis Januar 1930    | Paul Borchert                                         | WP          | Februar 1926 bis 19. Juni 1928                                                             |
| 2   | Friedrich Karl von Zitzewitz       | AG         | Januar 1930 bis 15. Januar 1931 | Emil Albinus                                          | AG          | 19. Juni 1928 bis Januar 1930                                                              |
| 2   | Paul Firzlaff                      | AG         | Januar 1931 bis April 1933      | Walter von Corswant Ernst Jarmer                      | NSDAP NSDAP | Januar 1930 bis 19. Januar 1931 3. Februar 1931 bis April 1933                             |
| 2   | Gottfried von Bismarck-Schönhausen | NSDAP      | April bis 10. Juli 1933         | Axel Wulff                                            | NSDAP       | April bis 10. Juli 1933                                                                    |
| 3   | Johannes Gollnow                   | AG         | Mai 1921 bis Februar 1926       | Friedrich Lenzner                                     | AG          | Mai 1921 bis Februar 1926                                                                  |
| 3   | Claus von Köller-Hoff              | AG         | Februar 1926 bis Januar 1930    | Paul Firzlaff                                         | AG          | Februar 1926 bis Januar 1930                                                               |
| 3   | Wilhelm Pargmann                   | SPD        | Januar 1930 bis April 1933      | Otto Friedrich Passehl                                | SPD         | Januar 1930 bis April 1933                                                                 |
| 3   | Rudolf Schultz                     | NSDAP      | April bis 10. Juli 1933         | Alfred Brandt                                         | NSDAP       | April bis 10. Juli 1933                                                                    |
| 4   | Gustav Schumann                    | SPD        | Mai 1921 bis Februar 1926       | Albert Bülow                                          | SPD         | Mai 1921 bis Februar 1926                                                                  |
| 4   | Richard Falkenberg                 | SPD        | Februar 1926 bis Januar 1930    | Hermann Wilke                                         | SPD         | Februar 1926 bis Januar 1930                                                               |
| 4   | Johannes Gollnow                   | AG         | Januar 1930 bis April 1933      | Richard Falkenberg                                    | SPD         | Januar 1930 bis April 1933                                                                 |
| 4   | Paul Langemak                      | Kampffront | April bis 10. Juli 1933         | Ivo von Bothmer                                       | Kampffront  | April bis 10. Juli 1933                                                                    |

### Vertreter im Reichsrat
Nicht der Provinziallandtag der Provinz Pommern direkt, sondern der von ihm gewählte Provinzialausschuss wählte in der Weimarer Republik eines der preußischen Mitglieder in den Reichsrat. Dies war von 1921 bis 1933 Carl Graf von Behr (DNVP).

## Weblink
- Wahlergebnisse